# Mellanström
Mellanström er en by i Arjeplogs kommun i Norrbottens län i Sverige.
SCB regnede Mellanström som en småort ved afgrænsningerne i 1990 og 1995. I 2000 var indbyggertallet faldet til under 50, og byen blev ikke længere regnet som en småort. Fra 2015 bor der igen mindst 50 personer og byen er igen en småort.
Ved småortsafgrænsningen i 1995 udgjorde andelen af ubeboede fritidshusejendomme i småorten mere end 50 % af samtlige ejendomme.